# Alfred Jarry

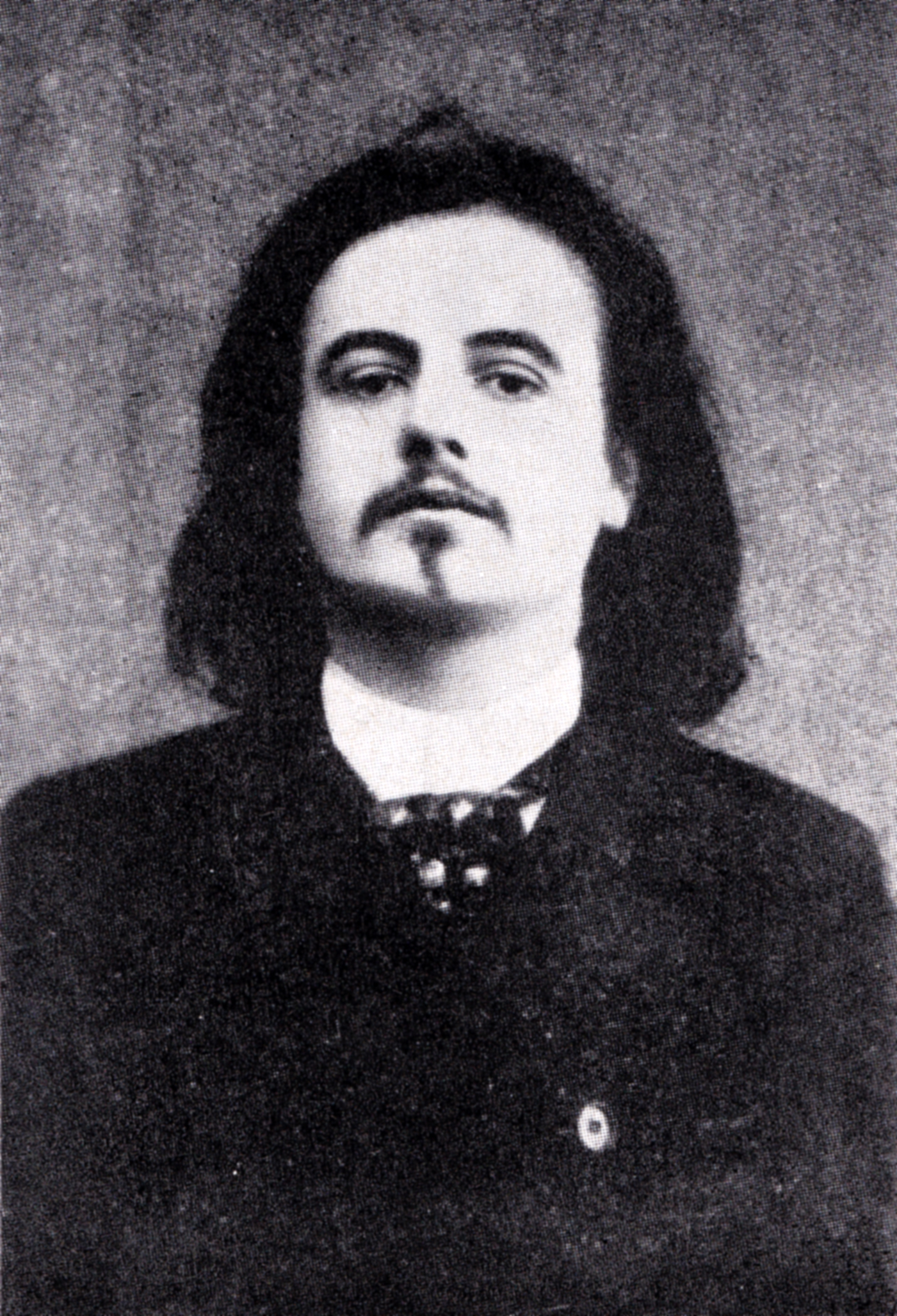
Alfred Jarry

Alfred Henri Jarry (Laval, 8 september 1873 - Parijs, 1 november 1907) was een Franse poète maudit en toneelschrijver die leefde in het fin de siècle. Zijn werk is van grote invloed op het latere dadaïsme en surrealisme, maar ook op tijdgenoten zoals Guillaume Apollinaire. Zijn bekendste werken zijn het toneelstuk Ubu roi en de roman Gestes et opinions du docteur Faustroll, pataphysicien.

## Levensloop
Jarry was het tweede en laatste kind van Anselme Jarry en Caroline Jarry (geb. Quernest). Zijn vader was textielfabrikant en de familie bezat verschillende panden in Laval. Na faillissement van zijn onderneming in 1879 werd Anselme vertegenwoordiger van andere textielfabrikanten. Het huwelijk klapte en Caroline nam Alfred en zijn zus Charlotte mee naar het Bretonse Saint-Brieuc. In 1888 volgde de verhuizing naar haar geboorteplaats Rennes. Op de middelbare school in deze stad ontmoette Jarry zijn medeleerlingen Charles en Henri Morin. Met hen werkte hij aan toneelstukken over hun leraar natuurkunde Félix-Frédéric Hébért ('Hébé'), de figuur die later uit zou groeien tot Ubu, en waaraan Jarry zijn grootste bekendheid dankt.
Jarry is de bedenker van de 'patafysica ('gespeld met een apostrof aan het begin om voor de hand liggende woordspelingen te voorkomen'). Hij leende van Ubu Roi zijn ‘wetenschap van de ’Patafysiek’ om deze hierop aan het romanpersonage Dr. Faustroll toe te bedelen in een postuum gepubliceerde roman. Jarry ontwikkelde zijn wetenschap der wetenschappen verder in novellen, gedichten en essays. Zowel Jarry als de ’patafysiek bleven controversiële onderwerpen in de Franse literatuur, van het symbolisme tot het existentialisme. Tegenstrijdige loftuitingen ontving hij van Apollinaire, Max Jacob, André Breton, André Gide, Antonin Artaud en Raymond Queneau. 

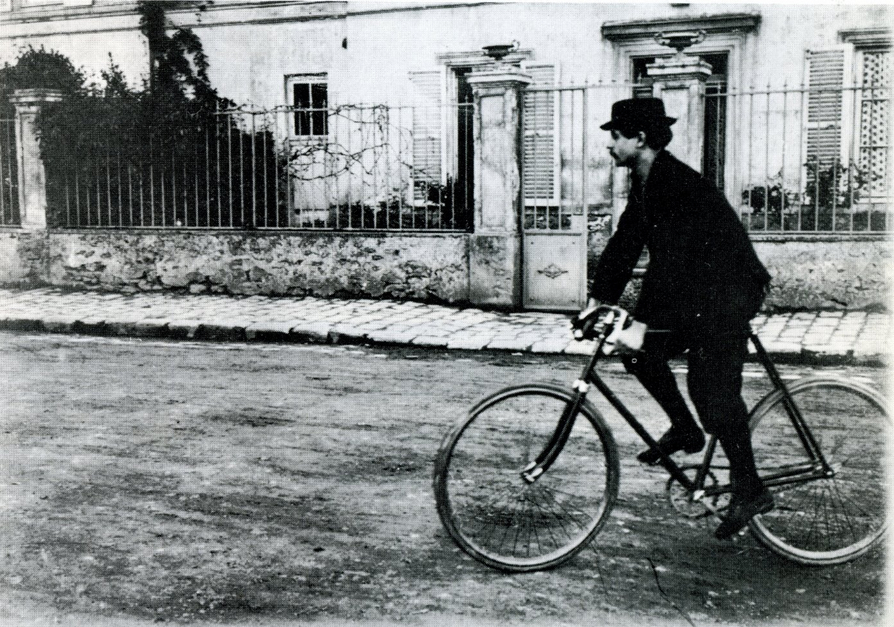
Alfred Jarry op de fiets

Jarry was bevriend met de symbolisten, die ook zijn artikelen uitgaven. Zoals zij was hij op de hoogte van de relatie tussen de klank en de verborgen suggesties van de taal, die een relatie suggereren tussen alle bestaande zaken. Hij werd meegesleept in het occultisme, liep mee met de Rozenkruisers, de satanisten en verwierf esoterische kennis die populair was in deze periode. Zonder er zelf enige tegenstelling in te zien, was hij ook gefascineerd door de nieuwste wetenschap, niet het positivisme zoals dat in zijn eigen land populair was, maar de tot de verbeelding sprekende experimenten van de jongste generatie Engelse uitvinders als Kelvin (over de relativiteit en nieuwe meeteenheden) en Charles Vernon Boys (het boek 'Soapbubbels and the Forces Which Mould Them') en de schrijver H.G. Wells. Jarry was gefascineerd door de dynamiek van het anarchisme dat, evenals de handelingen van Ubu roi, als doel had de gevestigde maatschappelijke structuren omver te werpen en op de ruïnes een nieuwe structuur te stichten. 

### Excentrieke levensstijl
Jarry stond bekend om zijn weloverwogen excentriciteit en leefde in het middelpunt van de aandacht. Hij rekende zich tot de bohème van de kroegen van Montmartre en nam deel aan het nachtelijke leven van wijn en absint. 
Jarry's leven in Parijs was in veel opzichten een voortzetting van zijn literaire werk. Hij nam het taalgebruik van zijn toneelpersonage koning Ubu over. Hij gebruikte doorlopend het pluralis majestatis en strooide met quasi-Homerische omschrijvingen van alledaagse begrippen: een fiets noemde hij bijvoorbeeld 'dat wat rolt' en de wind noemde hij 'dat wat waait'. Ook sprak hij, net als zijn toneel-alter-ego, elke lettergreep van elk woord met nadruk uit. Jarry leefde ongezond en gebruikte vanaf de ochtend grote hoeveelheden wijn en absint. Er zijn veel anekdotes over zijn bewust onaangepaste gedrag overgeleverd. Beroemd is zijn actie om een aantal uit een privédierentuin ontsnapte panters terug in de kooi te krijgen door ze te dreigen met een wijnglas en daarin slaagde omdat, zoals hij zei, 'wilde dieren net als de meeste volwassenen doodsbang zijn voor lege glazen'.
Jarry stierf op 1 november 1907 op vierendertigjarige leeftijd. Niet zijn alcoholgebruik, maar een onbehandelde tuberculose bleek de oorzaak. Op zijn begrafenis waren onder anderen Octave Mirbeau, Thadée Natanson, Guillaume Apollinaire en Paul Léautaud aanwezig.

## Betekenis voor het toneel
Ubu Roi was bedoeld als shock-therapie voor het bourgeois-theater van zijn tijd. Jarry stelde verschillende radicale vernieuwingen voor. Sommigen hiervan zijn in Nederland pas in de jaren 1970 in zwang geraakt. Een aantal van zijn voorstellen waren:
- Het gebruik van eigentijdse of tijdloze kleding bij historische stukken
- Het gebruik van een neutraal decor
- Het gebruik van maskers om de invloed van steracteurs te neutraliseren

Jarry publiceerde zijn ideeën in een aantal essays en bracht ze deels ten uitvoering met de productie van Ubu Roi.

## Invloed in het Nederlands taalgebied
Er is maar een klein deel van het werk van Jarry in het Nederlands vertaald. Jan Slauerhoff vertaalde zijn Chanson de décervelage als het Ontherseningslied. Ubu roi wordt met enige regelmaat gespeeld in een Nederlandse vertaling en Gerrit Komrij vertaalde Le Surmâle voor uitgeverij Meulenhoff. Van 'Faustroll' verschenen in 1994 merkwaardig genoeg twee vertalingen. In 2016 verscheen een nieuwe Nederlandse vertaling.
In navolging van het Franse Collège de 'Pataphysique, dat zijn inspiratiebron vindt in het werk van Jarry, bestaat er een Nederlandse 'academie voor 'patafysica'.

## Werk
- Visions actuelles et futures (1894)
- Les Minutes de sable mémorial (1894)
- César Antéchrist (1895
- Ubu roi (1896)
- L’Autre Alceste (1896)
- Paralipomènes d’Ubu (1896)
- Le Vieux de la montagne (1896)
- Les Jours et les Nuits (1897)
- Ubu cocu ou l'Archéoptéryx (1897)
- L’Amour en visites (1897)
- Gestes et opinions du docteur Faustroll, pataphysicien (1898, postuum gepubliceerd in 1911), roman.
- Petit Almanach (1898)
- L’Amour absolu (1899)
- Ubu enchaîné (1899)
- Messaline (1900)
- Almanach illustré du Père Ubu (1901)
- Spéculations, artikelen in La Revue blanche (1901)
- Le Surmâle (1901), roman.
- L’Objet aimé (1903)
- Pantagruel (1904, postuum gepubliceerd in 1911)  opéra-bouffe naar het werk Gargantua en Pantagruel van Rabelais met muziek van Claude Terrasse)
- Ubu sur la Butte (1906)
- Par la taille (1906), opérette
- Le Moutardier du pape (1906), opéra-bouffe
- Albert Samain (souvenirs) (1907)
- La chandelle verte (1969), postume uitgave van zijn verzamelde tijdschriftartikelen

## Nederlandse vertalingen
- 'Ontherseningslied'. Vertaald door Jan Slauerhoff, in Verzamelde gedichten deel 1, Den Haag 1947.
- Superman, een moderne roman (Le Surmâle). Vertaald door Gerrit Komrij. Amsterdam. Meulenhoff, 1970.
- Uburleske: Ubu Roi, Ubu Cocu. Vertaald door Dolf Verspoor. Amsterdam, De Bezige Bij, 2e druk, 1977, ISBN 90-234-0587-0.
- Ubu Koning (Ubu Roi). Vertaald door Pjeroo Roobjee (i.o.v. NTG), 1986.
- Roemruchte daden en opvattingen van Doctor Faustroll, patafysicus. Vertaald door Liesbeth van Nes. Amsterdam, Bananafish, 2016, ISBN 978-94-92254-00-9

## Trol
- Jarry speelde een rol als trol in de Franse première van Ibsens Peer Gynt, uitgevoerd in het Théâtre de l'Œuvre in Parijs.

- Bibsys: 90066342
- Biblioteca Nacional de Chile: 000092847
- Biblioteca Nacional de España: XX1028041
- Bibliothèque nationale de France: cb11908634r (data)
- Catàleg d'autoritats de noms i títols de Catalunya: 981058508708406706
- CiNii: DA00480201
- Digitale Bibliotheek voor de Nederlandse Letteren: jarr002
- Gemeinsame Normdatei: 11871189X
- International Standard Name Identifier: 0000 0001 2137 1722
- Library of Congress Control Number: n79145397
- Nationale Bibliotheek van Letland: 000040023
- Bibliotheek van het Japanse parlement: 00444576
- Nationale Bibliotheek van Tsjechië: jn19990003996
- Nationale bibliotheek van Australië: 35243628
- Nationale Bibliotheek van Israël: 987007277635305171
- Nationale Bibliotheek van Polen: a0000001785747
- Nationale en Universitaire bibliotheek Zagreb: 000031818
- Nederlandse Thesaurus van Auteursnamen: 068490585
- PIC: 23935
- Réseau des bibliothèques de Suisse occidentale: 02-A021515015
- RKD-Nederlands Instituut voor Kunstgeschiedenis: 127759
- Istituto Centrale per il Catalogo Unico: CFIV031344
- LIBRIS: 191537
- SNAC: w6x06cbh
- Système universitaire de documentation: 02693583X
- Trove: 879477
- Union List of Artist Names: 500199881
- Virtual International Authority File: 66469054
- WorldCat: E39PBJkdjFJtjpKgDXtYxrgqcP